# Marco Aurelio Fontana
Marco Aurelio Fontana (nascido em 12 de outubro de 1984, em Giussano) é um ciclista italiano. Ganhou a medalha de bronze na prova de cross-country, disputada nos Jogos Olímpicos de 2012 em Londres, no Reino Unido.